# Район Астана

Район Астана
Район Алматы

Район Астана (каз. Астана ауданы) — административно-территориальная единица города Актобе. Население — 312 299 человек. Часовой пояс — UTC+5.
30 марта 2018 года на сессии маслихата города Актобе по предложению акима Актобе было принято решение об образовании двух районов и был начат процесс подготовки создания на территории городского акимата Актобе двух административных районов.
Жители предлагали название Саздинский район.

## Акимы
- Тлегенов, Багжан Нуруллаулы[4]
- Купенов, Айбек Мураткалиевич[5]